# Baccinello
Baccinello è una frazione del comune italiano di Scansano, nella provincia di Grosseto, in Toscana.

## Storia
Piccolo centro minerario, ai bordi di un poderoso giacimento di lignite picea situato in un vasto territorio della provincia di Grosseto e Siena, nasce e cresce con l'attività di estrazione nei primi decenni del Novecento. La miniera chiuse definitivamente attorno agli anni sessanta.

### L'oreopiteco di Baccinello
Il 2 agosto 1958 veniva scoperto da due minatori della zona, Boccalini Enzo e Giustarini Azzelio, uno scheletro fossile completo di Oreopithecus bambolii, oggi conservato al Museo di Paleontologia dell'Università di Firenze. Grazie a tale scoperta, il paese diviene famoso in tutto il mondo. Il primate antropomorfo fossile, definito "Sandrone", identificato dal paleontologo Prof. Johannes Hürzeler, scatena un fitto dibattito scientifico non ancora completamente risolto, riguardo al proprio status filogenetico.

## Monumenti e luoghi d'interesse
- Chiesa di San Giovanni Bosco, chiesa parrocchiale della frazione, è stata costruita a partire dal 1972 e consacrata il 21 agosto 1977 da monsignor Giovanni D'Ascenzi.[1] Il moderno edificio, progettato dall'architetto Carlo Moni, andava a sostituire la chiesa, intitolata al Santissimo Nome di Maria, che la società Valdarno aveva fatto costruire nei pressi della storica fattoria nel 1928, già cappellania di San Matteo in Polveraia ed eretta in parrocchia nel 1961.[2] L'edificio presenta murature in pietra sia all'esterno che all'interno.[2] La parrocchia di San Giovanni Bosco conta circa 320 abitanti.[3]

## Società

### Evoluzione demografica
Quella che segue è l'evoluzione demografica della frazione di Baccinello. Sono indicati gli abitanti del centro abitato e dove è possibile è inserita la cifra riferita all'intero territorio della frazione.
| Anno | Abitanti       | Abitanti |
| Anno | Centro abitato | Frazione |
| ---- | -------------- | -------- |
| 1961 | 374            | 528      |
| 1981 | 292            | 401      |
| 2001 | 284            | -        |
| 2011 | 271            | -        |

## Infrastrutture e trasporti
La frazione era servita fino al 1925 dalla ferrovia Cana-Arcille-Rispescia, e fino agli anni cinquanta dalla ferrovia Cana-Arcille-Grosseto. La costruzione della strada carrabile per Grosseto ha portato gradualmente alla definitiva dismissione del collegamento ferroviario.